# ایچیرو ناکاتانی
ایچیرو ناکاتانی (انگلیسی: Ichirō Nakatani؛ ‏ ۱ آوریل ۱۹۳۰ – ۱ آوریل ۲۰۰۴) یک هنرپیشه، و صداپیشه اهل ژاپن بود.
از فیلم‌ها یا مجموعه‌های تلویزیونی که وی در آن‌ها نقش داشته‌است می‌توان به یوجیمبو، هاراکیری، کوایدان، هیتوکیری، شین سن گومی، شیر قرمز، نبرد اوکیناوا، مهمانسرای شیطان، گرگ تنها و توله: کالسکه بچه به سوی ایزد مرگ، سامورایی شوگون، نیچیرن و میتو کومون اشاره نمود.